# Cantone di Tassin-la-Demi-Lune
Il Cantone di Tassin-la-Demi-Lune era una divisione amministrativa dell'arrondissement di Lione.
È stato soppresso a seguito della riforma complessiva dei cantoni del 2014, che è entrata in vigore con le elezioni dipartimentali del 2015.
Comprendeva i comuni di:
- Francheville
- Tassin-la-Demi-Lune